# بنجلاك
بنجلاك هي شخصية في الفصول الخمسة. وهو أسد يُطلق عليه مجازيًا اسم بنجلاك. وهي فرضية وقصة يتم استخدامها لمقارنة الأخلاق الحقيقية والمهمة في الوقت الحاضر أيضًا. الفصول الخمسة هي مجموعة من القصص التي تصور الحيوانات في مواقف إنسانية (طالعالتشبيه، والحيوانات الناطقة في الخيال). في كل القصص، كل حيوان لديه "شخصية" وكل قصة تنتهي بعبرة أخلاقية.
الفصل الأول يسمى "ميترابهيدا"، والذي يعني خيانة الأصدقاء. تتحدث هذه القصة عن أسد وثور أصبحا صديقين. وبطريقة ما، حدث خلاف بينهما وتقاتلا كلاهما. وأخيرا مات أحدهما.

## القصة
بنجلاك هو أسد في القصة. سانجيواك هو ثور تخلى عنه سيده بسبب عجزه ومرضه وتركه وحيدًا في الغابة، حيث جلس على ضفة نهر يامونا وازداد قوة. ذات مرة، اقترب ملك الغابة، الأسد المسمى بنجلاك، من ضفة النهر لإرواء عطشه، ولكن عندما سمع صوت سانجيواك المهدد، اختبأ تحت شجرة. وكان للأسد وزيران ماكرين هما كاركات ودامناك. عندما رأوا الأسد مهددًا، ذهب دامناك إلى سانجيواك وتمكن بطريقة ما من إقامة صداقة بين بنجلاك وسانجواك. لقد انغمس الأسد في الصداقة بشكل عميق لدرجة أنه ترك ملكه بالكامل. وعندما شعرت جميع الحيوانات في الغابة بعدم الأمان بسبب هذا، تمكن ابن آوى مرة أخرى من خلق الخلافات بين بنجلاك وسانجواك. وأخيرًا، في قتال بين الأسد والثور، يُقتل الثور.
النسخة الهندية الأصلية هي مترا بهيدا عن انفصال الأصدقاء. في القصة الأولى، تنشأ صداقة بين الأسد بينجالاكا، ملك الغابة، وسانجيفاكا، الثور. كاراتاكا (العواء المروع) وداماناكا (المنتصر) هما ابنا آوى وهما تابعان لملك الأسود. قام داماناكا ضد نصيحة كاراتاكا، بإنهاء الصداقة بين الأسد والثور بسبب الغيرة. يحتوي هذا الكتاب على ما يقرب من ثلاثين قصة، معظمها يرويها ابنا آوى. وهو أطول الكتب الخمسة، ويشكل ما يقرب من 45% من طول العمل. 

## روابط خارجية
- مؤتمر لايبزيغ حول البانكاتانترا عبر الثقافات والتخصصات، 26-29 سبتمبر 2012
- بينجلاك أور دامناك كا سامواد، بقلم كلام كاجاز داستان هندي
- تاريخ هجرة البانشاتانترا
- سلسلة دراسات ICR رقم 59: رحلات بانتشاتانترا الاستثنائية - وكيف نحدد فهمنا لكلمة •قصة• .

## طالع أيضًا
- قائمة قصص البانشاتانترا [الإنجليزية]